# 甘巴羅尼奧

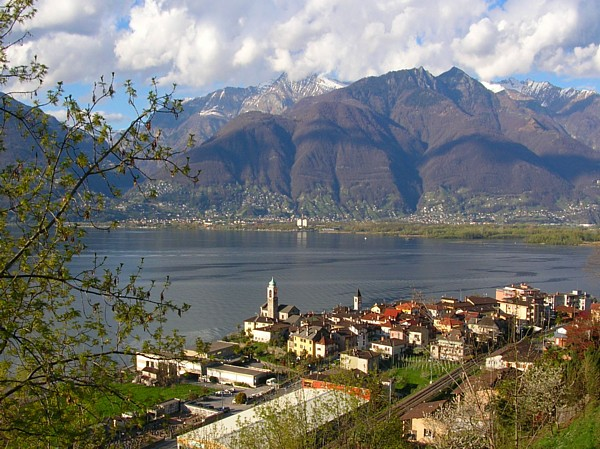

甘巴羅尼奧是瑞士的城鎮，位於該國南部，由提契諾州負責管轄，面積51.8平方公里，海拔高度196米，每年平均降雨量1832毫米，2011年人口4,950，人口密度每平方公里96人。